# Ermita de Sant Medir
L'Ermita de Sant Medir és una església de la serra de Collserola, al municipi de Sant Cugat del Vallès (Vallès Occidental). És a prop de l'antic camí romà d'Ègara (Terrassa) a Bàrcino (Barcelona) que —passant per Castrum Octavianum (Sant Cugat)— entrava a la serra de Collserola per la vall de Gausac (o vall de Sant Medir). Cada 3 de març s'hi celebra el tradicional aplec de Sant Medir. L'edifici forma part de l'Inventari del Patrimoni Arquitectònic de Catalunya.

## Arquitectura
És una capella romànica restaurada que manté la seva estructura primitiva. És una construcció de planta rectangular amb volta de canó i orientada a llevant. Per damunt de la façana s'aixeca un campanar de doble espadanya. La porta és de punt rodó i adovellada. Al damunt hi ha una inscripció en pedra i un baix relleu d'una figura. Les parets exteriors són arrebossades en blanc i no té absis a l'exterior.

## Història
Existia ja el 1046 però documentalment consta des de 1120. La tradició i el culte començà al segle xi. El 1024 consta la compra d'una vinya i uns boscos situats a la vall de Sant Medir i de l'establiment d'un alou el 1046. Documents antics l'anomenen Sant Emeteri, però es catalanitzà "Medir". A l'edat mitjana formà parròquia amb Sant Adjutori i amb Sant Vicenç. Hi tenia jurisdicció civil el monestir de Sant Cugat fins al segle xiv, que esdevingué l'organització municipal de Sant Cugat. Els monjos en tingueren cura fins al 1446.
La popularització de la llegenda de sant Medir de Barcelona convertí l'ermita en destí de pelegrins. El 1802 s'hi celebrà el primer aplec de Sant Medir i a partir de 1846 s'hi van afegir romeus de la vila barcelonina de Gràcia. Des de llavors, és la destinació de la romeria de la festa de Sant Medir cada 3 de març. El juliol de 1936 l'ermita va ser saquejada i incendiada. A l'interior hi ha uns esbossos originals de l'any 1948 de les pintures murals que l'artista local Josep Grau-Garriga va projectar i que no es van portar a terme. En el transcurs de 25 anys fins al 2007 la penya Regalèssia de Sant Cugat junt amb tècnics del museu del monestir van dur a terme diverses tasques de restauració a l'edifici, com l'arranjament de la teulada i el restauració del paviment del segle xvii.

## Galeria

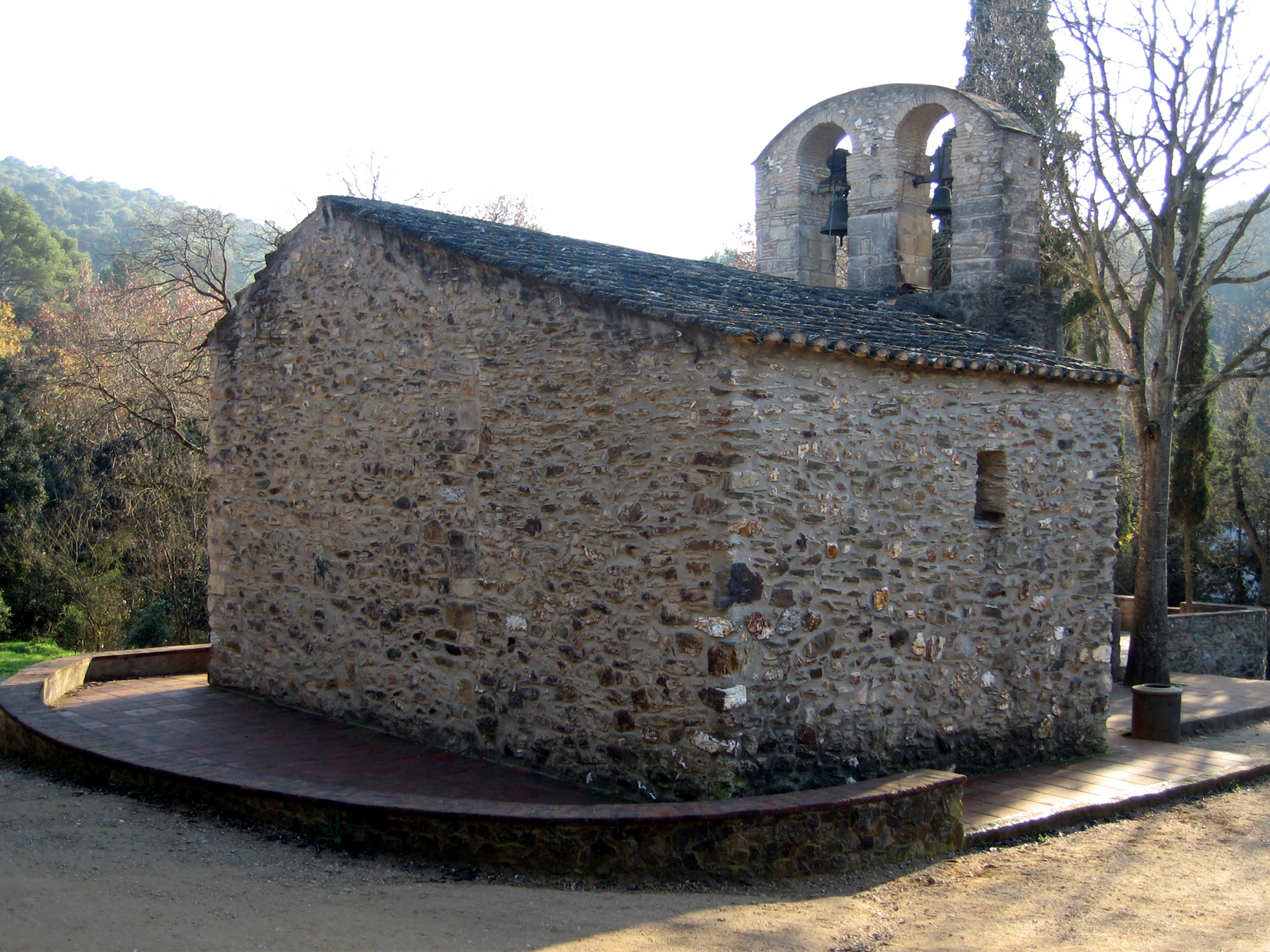
L'ermita de Sant Medir a Sant Cugat del Vallès
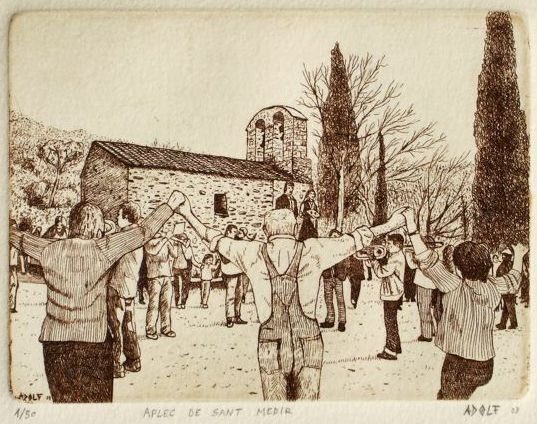
Aplec de Sant Medir. Gravat a l'aiguafort
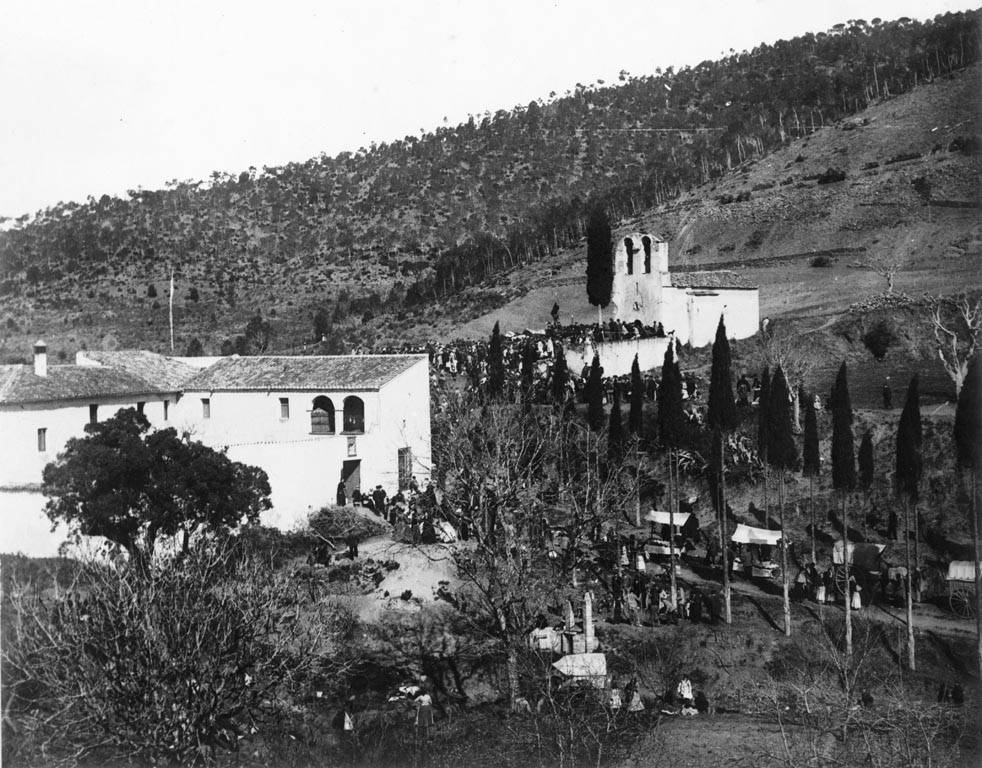
Imatge d'entre 1890 i 1923
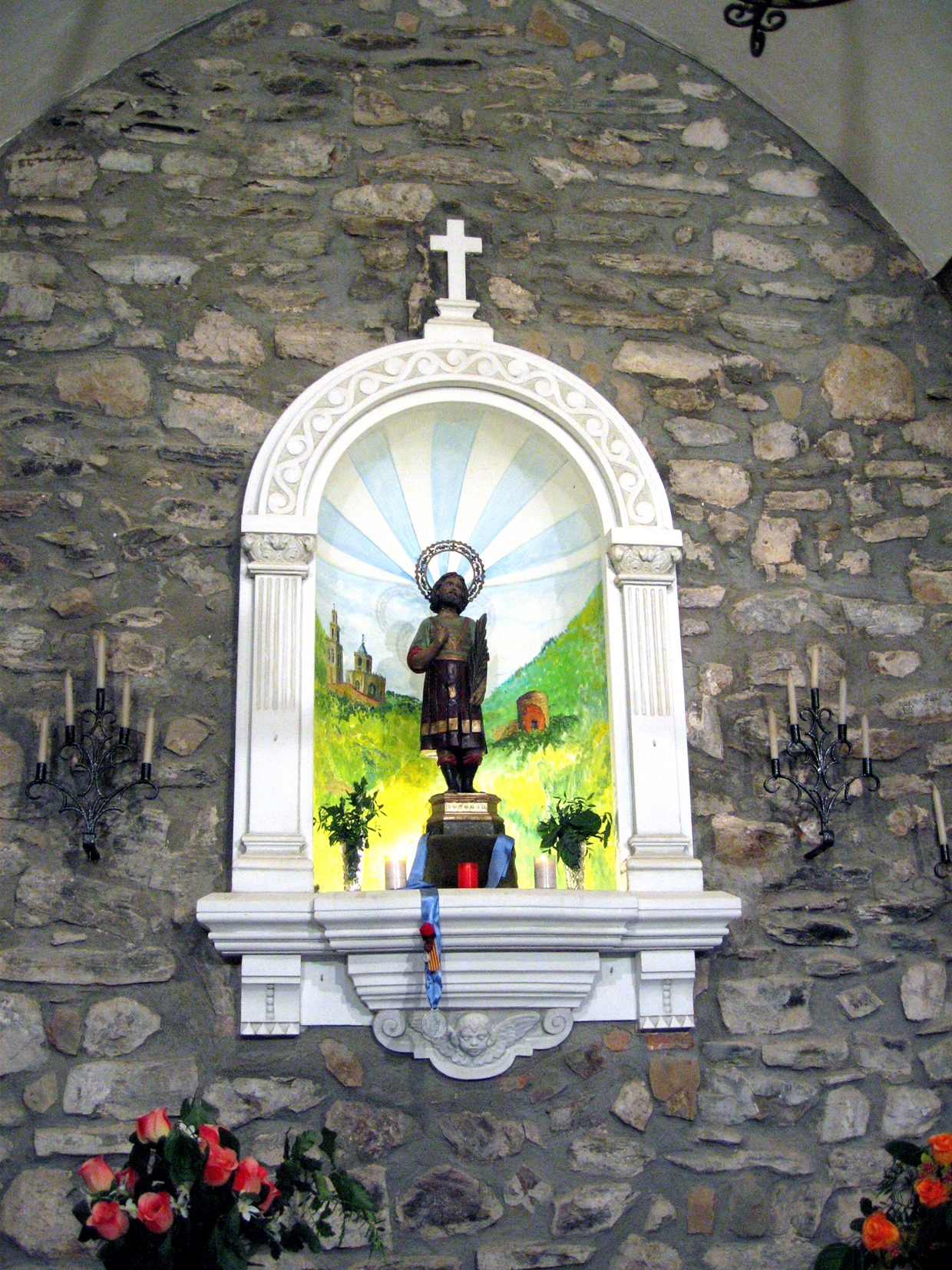
Imatge de sant Medir a l'ermita